# Polo Sant'Anna Valdera

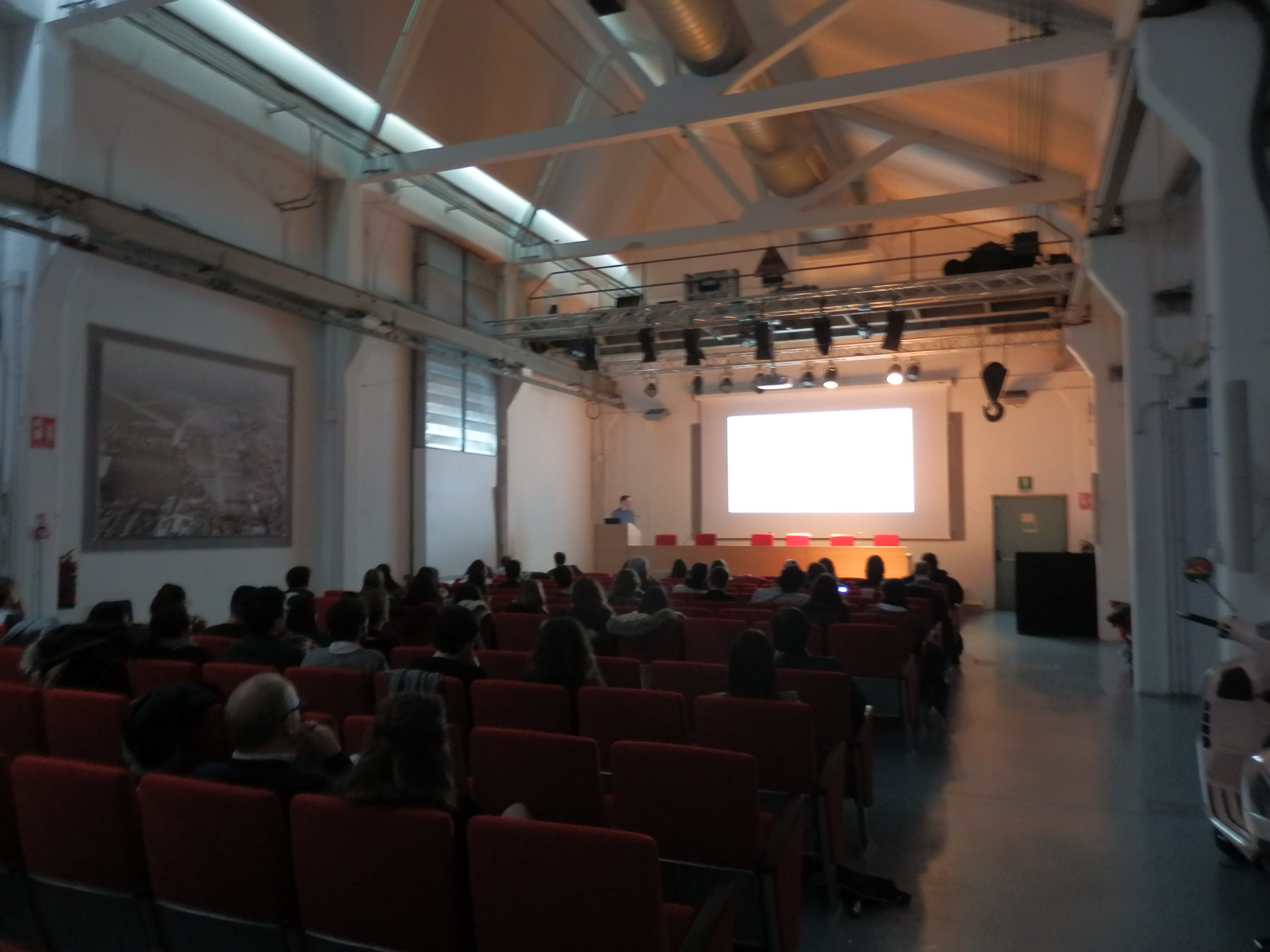
Il Polo Valdera durante un workshop nel 2019

Il Polo Sant'Anna Valdera (PSAV) è una sezione distaccata della Scuola Superiore Sant'Anna di Pisa con sede a Pontedera (provincia di Pisa). È stato inaugurato nel 2002 grazie all'interessamento dell'allora presidente della Piaggio Giovanni Alberto Agnelli. La struttura è ospitata nei capannoni riconvertiti donati dalla Piaggio stessa.
Il Polo Sant'Anna Valdera rappresenta una tappa di crescita per Scuola Superiore Sant'Anna di Pisa che ha voluto potenziare il proprio radicamento nel territorio. La missione del PSAV è di valorizzare la ricerca condotta nei campi della scienze e delle tecnologie e dare impulso alle politiche di sviluppo del territorio per mezzo dell'attività di consulenza alle imprese.
Si fa ricerca nei settori della robotica, bioingegneria, biotecnologie, microingegneria, ambienti virtuali e informatica.
IL PSAV ha 25 uffici, 4 aule per insegnamento, 7 laboratori, 20 alloggi, il tutto in seimila metri quadrati di superficie. 
Attualmente vi lavorano circa cento persone.
Il più importante progetto realizzato in questi laboratori è una mano bionica per persone abbiano un arto superiore amputato.
Nel 2009 è stato progettato un robot spazzino per la raccolta a domicilio della spazzatura.